# Wychowanie w starożytnej Grecji

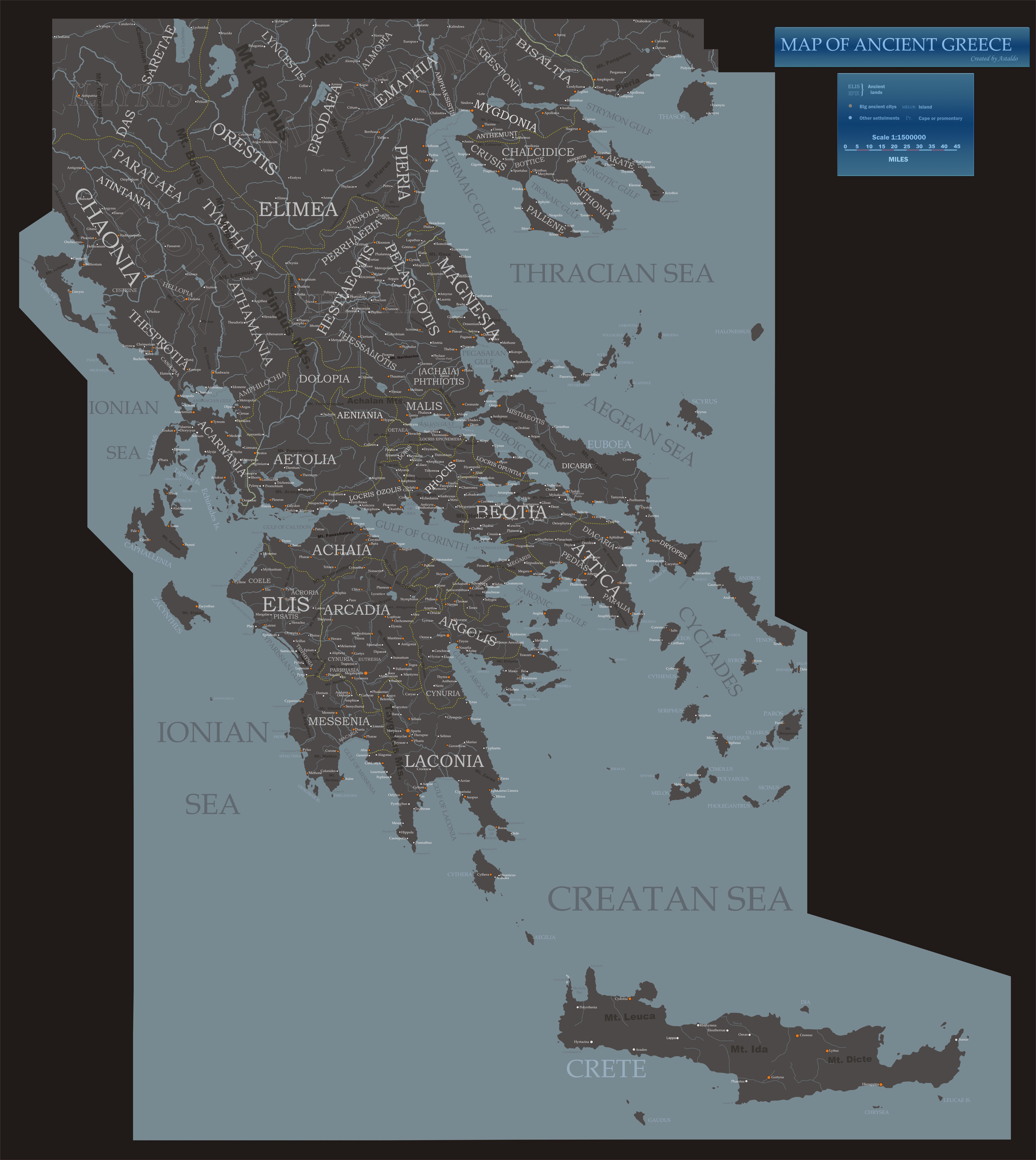
Starożytna Grecja

W wychowaniu starożytnej Grecji wyróżnia się dwa bardzo odmienne od siebie rodzaje wychowań, ukształtowane przez największe i ówcześnie najpotężniejsze polis Spartę i Ateny.

## Sparta
Wychowanie spartańskie miało surowy charakter. Kosztem wykształcenia intelektualnego rozwijano wychowanie fizyczne, które miało na celu przygotowanie młodzieży do służby wojskowej.
Każdy Spartanin od urodzenia był podporządkowany bezdusznym prawom państwowym. O życiu człowieka od urodzenia decydowała geruzja (rada starszych). Geronci oglądali każde nowo narodzone dziecko, o ile było silne i dobrze zbudowane, rodzice mieli obowiązek je żywić i wychować. Jeśli zaś było niekształtne i zbyt chude Rada Starszych nakazywała porzucić je w tzw. Odłogach, miejscowości pełnej przepaści, położonej koło gór Tajget. W społeczeństwie panowało przekonanie, że dla państwa lepiej będzie, by dziecko nie żyło skoro natura od początku nie dała mu zdrowia i siły. Niemowlęta przyzwyczajano do znoszenia samotności i ciemności, oduczano kaprysów i kwileń.
Dzieckiem do 7. roku życia zajmowała się rodzina, potem zostawały oddane władzom, niezależnie od płci i zamożności, wychowanie wyglądało podobnie. Uczono ich żelaznej dyscypliny, a karą za przewinienia była chłosta. Przygotowania do służby w wojsku trwały do 20. roku życia, sama zaś służba zazwyczaj następne 10 lat.	

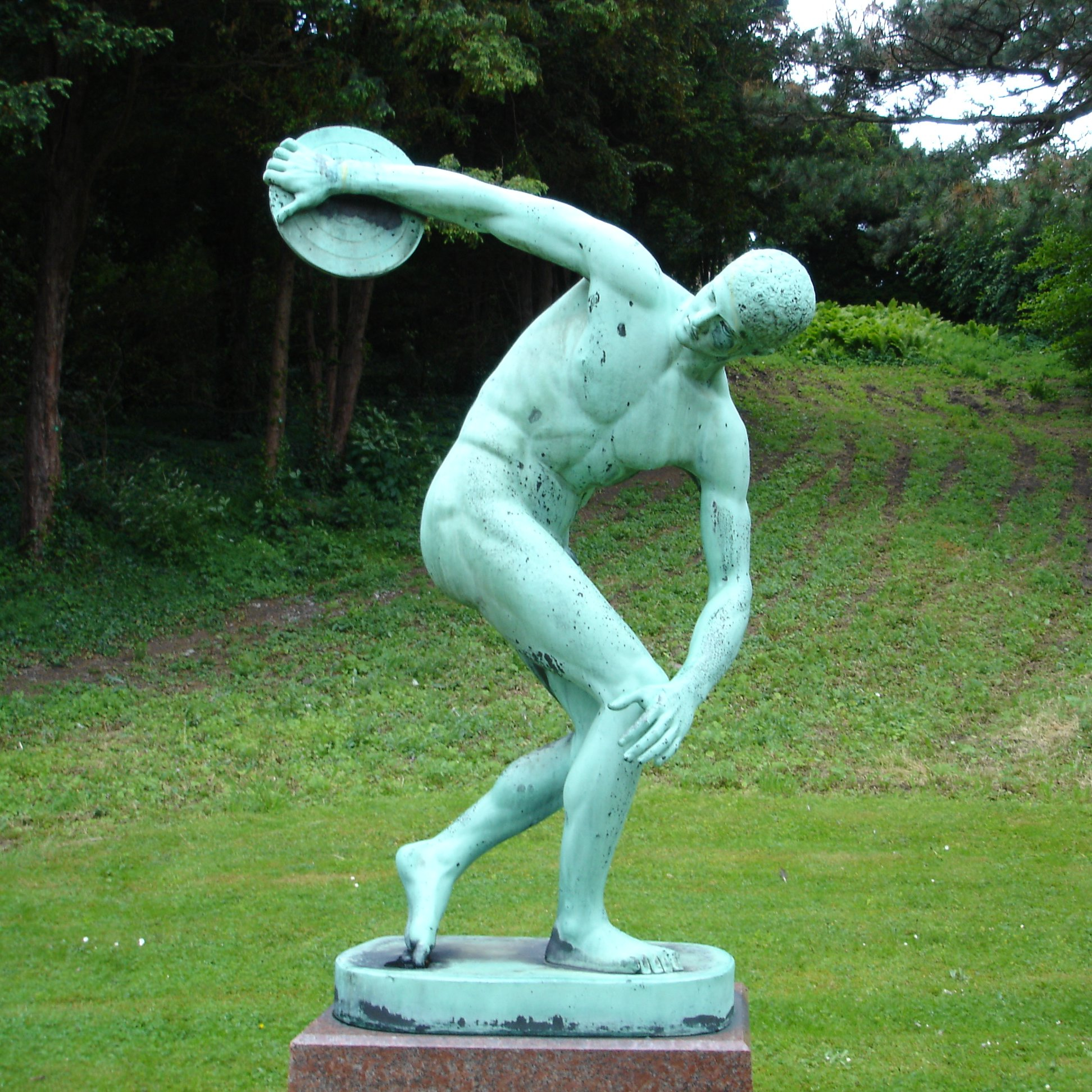
Dyskobol

Po ukończeniu 7 lat dzieci zabierano od rodziców i nastawał początek nauki szkolnej. Dzieci dzielono na dwie grupy: paides od 7 do 14 lat i efebów od 14 do 20 lat. Po roku uczeń nazywał się rhogidas, a w następnych latach kolejno: prokomidzomenos, mikidzomenos, propais, pais (12-letni), melleiren, eiren. Uczniowie uczyli się życia we wspólnocie, ćwiczyli sprawność fizyczną i sztukę pisania. Ważną rolę odgrywał duch rywalizacji występujący w grupach, szlachetne współzawodnictwo w szkole (agonistyka), wybór naturalnych liderów, grupa chłopców (heteria).

### Wychowanie dziewcząt
Wychowywaniem dziewcząt zajmowało się państwo, wpajając im zalety potrzebne przyszłym matkom żołnierzy: miłość ojczyzny oraz hart fizyczny i moralny. 12-letnie dziewczynki wydawano za mąż za kandydata wybranego przez ojca. Mieszkanie w domu nie zwalniało ich od ćwiczeń fizycznych, uprawiały gimnastykę na równi z chłopcami. Przechodziły mini szkolenie w celu nauki obrony siebie, dziecka oraz obrony murów ojczystych. Ćwiczyły się w biegach, rzucie dyskiem, nawet w zapasach. Ze względu na uroczystości religijne czy państwowe, podobnie jak w Atenach, uczyły się śpiewu i tańca. Niewysportowana kobieta przynosiła wstyd mężowi. 
Podstawowym zadaniem kobiety było urodzenie zdrowego i silnego dziecka, najlepiej chłopca. W epoce hellenistycznej kobiety garnęły się do nauki, pojawiły się emancypantki, które walczyły o dostęp do studiów zastrzeżonych tylko dla mężczyzn.

### Wychowanie chłopców
Po ukończeniu 12 lat chłopcy (jako pais) zaczynali życie w obozie, w koszarach. Od tej pory całkowicie uzależniali się od państwa. Życie w koszarach nie było łatwe. Systematycznie pracowano nad wyrobieniem w chłopcach takich nawyków i cech charakteru, jak posłuszeństwo prawom i przełożonym, wytrzymałość, odporność na ból i głód. Chłopcy musieli spać na posłaniach z twardej trzciny, chodzić boso, znosić bez skargi głód, chłód i spiekotę, golono włosy, wprowadzano mundur, który ranił skórę. Co najmniej raz do roku poddawano ich chłostom. Tylko kilka razy w roku mogli wykąpać się i natrzeć ciało olejkami. Dla sprawdzenia odpowiedniego przygotowania i wytrzymałości młodego człowieka, poddawano go podwójnej próbie: pierwsza próbą była silna chłosta przed ołtarzem Artemidy Orthii, którą chłopiec powinien znieść bez jęku. Drugą próbę przechodzili młodzi ludzie tuż przed ukończeniem ćwiczeń, a więc przed przejściem do eirenów. Była to tzw. Kryteria, a młodzieńcy mieli spędzić cały rok wędrując po górach. Po zadowalającym odbyciu kryptei, młody Spartan był dopuszczony do udziału we wspólnych posiłkach mężczyzn (tzw. pheditie). Młodszymi uczniami zajmowali się nieco starsi, tzw. Ejrene (młodzieniec dojrzały), ich z kolei nadzorowali urzędnicy. Spartański wychowanek był zobowiązany do całkowitego posłuszeństwa wobec każdego dorosłego Spartanina. 

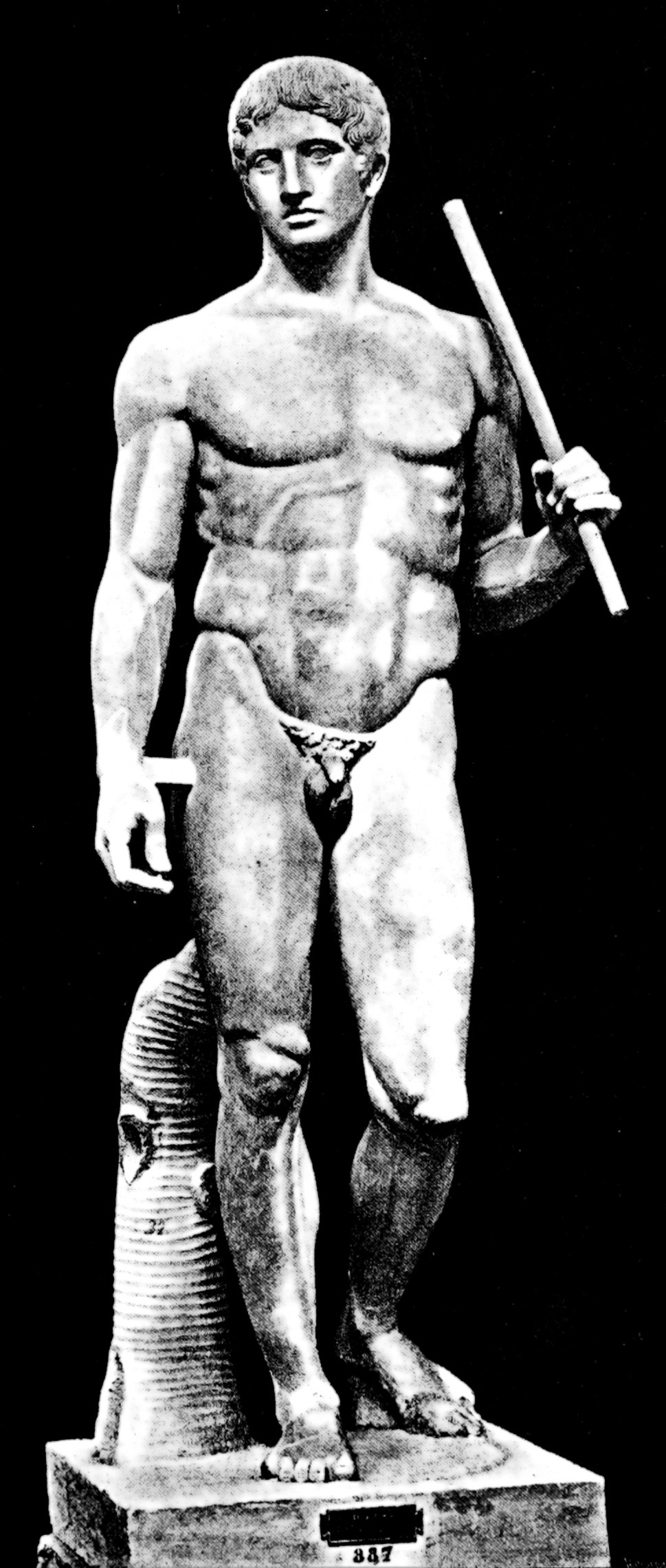
Doryforos

Za najważniejszy czynnik w wychowaniu uważano zdobycie sprawności fizycznej, poprzez ćwiczenia fizyczne i wojskowe. Ćwiczenia obejmowały gimnastykę, władanie bronią oraz zwroty w szeregu. Zaszczepiano też w młodzieży inne umiejętności, jak np. zręcznego kłamstwa i kradzieży. Uważano bowiem, że mogą one okazać się przydatne w walce z wrogiem. Oprócz nauki walki, zasad pisania i czytania, dziejów Sparty i jej praw, mitów o bogach i bohaterach chłopcy uczyli się także śpiewów chóralnych. Muzyka rozpalała ducha bojowego i pomagała żołnierzom w walce. Styl pieśni był prosty i surowy, tematy poważne i moralne. Pieśni te najczęściej sławiły poległych za Spartę, ganiły tchórzów lub były rodzajem obietnicy mówiącej o zachowaniu postawy godnej Spartiaty w przyszłości. Udział młodzieży w uroczystościach był obowiązkowy, ceniono to jako zaszczyt i wyróżnienie. U młodych spartan ceniono bystrą orientację, wymagano szybkich a krótkich i jasnych, często ciętych, odpowiedzi; stąd przysłowiowa lakoniczność wysławiania się. 
Młodzież miała wakacje letnie, a w ciągu roku szkolnego było także wiele dni wolnych od nauki np. 4-św. Posejdona, 6-św. Eumenesa, 7-ofiary i igrzyska publiczne, 10-św. Pytoklesa, 12-składanie ofiar ku czci Dionizosa, 19-procesja dla uczczenia muz, 26-św. Attlasa. Był jeszcze „dzień nauczyciela”, a piąty dzień każdego miesiąca był wolny od zajęć jako „dzień fundatora”. Przeznaczono ten dzień na rozrywki i zabawy.
- do 18 lat dzieci obojga płci wychowywały się w państwowych zakładach wychowawczych typu koszarowego, gdzie uprawiały ćwiczenia fizyczne i wojskowe.
- chłopcy do 20. roku życia przygotowywali się do służby w wojsku, (od 16-20 typowo taktyczne nauki, uczyli się np. jak prowadzić bitwy, dowódcze umiejętności), która trwała do 30. roku życia. Chłopcy po ukończeniu 20 lat przechodzili do grupy męskiej. W ich zespole spędzali całe życie: jedli, spali, walczyli, często utrzymywali związki homoseksualne. Przez 10 lat, nadal skoszarowani, doskonalili się w sztuce wojskowej. Spartiaci służyli w ciężkozbrojnej piechocie, zwanej hoplitami. Ich uzbrojenie składało się z hełmu, pancerza i tarczy oraz włóczni i krótkiego miecza. Celem tego systemu było wychowanie ludzi sprawnych fizycznie, walecznych i zdyscyplinowanych. Gotowość bojową młodych sprawdzano podczas obław na niewolników (krypteje). Organizację wychowania w Sparcie przypisuje się Likurgowi.
- po ukończeniu 30 lat otrzymywali pełnię praw dorosłego obywatela. Mogli się ożenić, choć nie oznaczało to mieszkania we własnym domu z żoną. Państwo wydzielało należną działkę ziemi wraz z helotami. Brali też udział w Zgromadzeniach Ludowych. Był to początek służby wojskowej. Wchodzili oni do grupy kilkunastu mężczyzn w różnym wieku Spartiata cały czas przebywał w koszarach, w domu bywając tylko na przepustkach
- dopiero po ukończeniu 40 lat, jeśli jeszcze mieli ochotę, mogli się przenieść do domu i wieść tzw. życie rodzinne. Nadal jednak pozostawał im obowiązek spożywania wspólnych, składkowych posiłków ze swoimi towarzyszami ćwiczeń wojskowych, który ustawał dopiero z ukończeniem 60 lat życia.

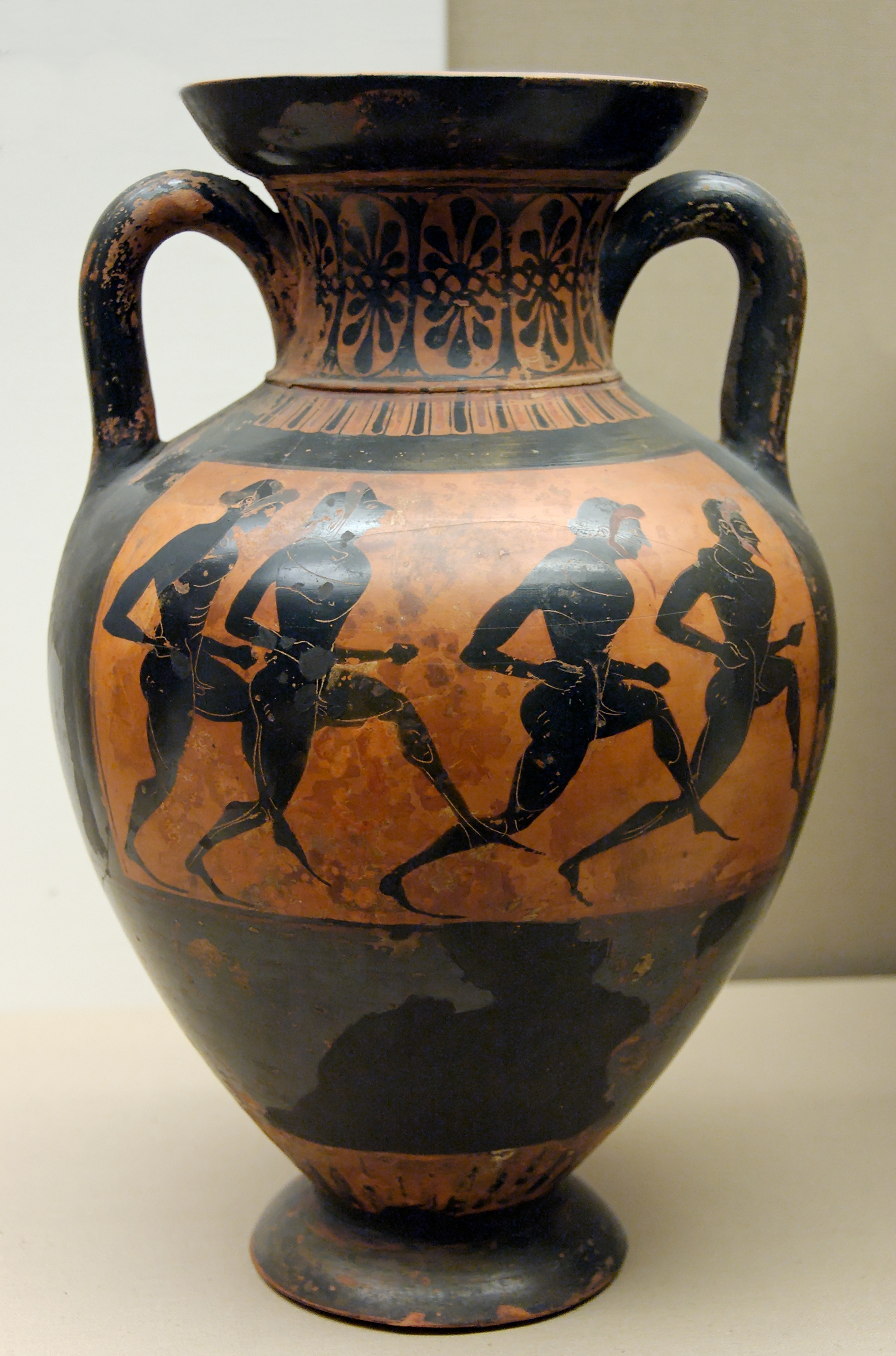
Czarnofigurowa amfora panatenajska

Ideałem człowieka stał się małomówny, nieludzko wręcz sprawny żołnierz, ślepo wykonujący rozkazy przełożonych.

## Ateny
Ideałem wychowawczym było uformowanie człowieka wszechstronnie wykształconego oraz pięknego i dobrego. Tutaj oprócz sprawności fizycznej liczyła się wiedza, rozwój umysłowy, moralny i estetyczny czyli kalokagatia:	
Do siódmego roku życia dziecko spędzało czas na łonie rodziny. Niemowlę po odkarmieniu przez matkę  przechodziło do rąk niańki. O życiu lub śmierci noworodka decydował ojciec. Jeśli zaś wyrzekał się swego potomka wyrzucano dziecko na śmietnik. Ojciec pochłonięty życiem publicznym nie interesował się dzieckiem. Ten czas dziecko spędzało na beztroskich i swobodnych zabawach. Nikt nie zawracał sobie głowy jego wychowaniem. Rodzice mieli większą dowolność, jeśli chodzi o wychowanie potomstwa niż w Sparcie. Ich obowiązkiem wobec państwa było wychowanie dziecka na człowieka wszechstronnie wykształconego, umiejącego współżyć z innymi obywatelami.

### Wychowanie chłopców
Chłopcy, którzy przekroczyli 7. rok życia, dostawali się pod opiekę niewolnika zwanego pedagogiem (paidos agogos). Ponadto synowie wolnych obywateli uczęszczali do szkół. W zajęciach lekcyjnych brało udział co najwyżej kilku uczniów, też od 7-14. roku życia uczęszczały one do szkół prywatnych gdzie do 14 lat uczyło ich dwóch nauczycieli: gramatystów (nauczyciel czytania i pisania) i kitarzystów/litarysta (nauczyciel muzyk).
Chłopiec po ukończeniu 7. roku życia przechodził pod nadzór zaufanego niewolnika tzw. pedagoga (pais- chłopiec, ago- prowadź). Pedagog odprowadzał i przyprowadzał chłopca do szkoły (nauka indywidualna), pilnował go, opiekował się nim, był z nim cały czas. Jeżeli chłopiec czegoś się nie nauczył bito niewolnika. Ojciec przekazywał niewolnikowi opiekę nad synem i kształcenie jego obyczajów, zwłaszcza zachowania się na ulicy i przy stole, miał pozwolenie korzystania z rózgi.

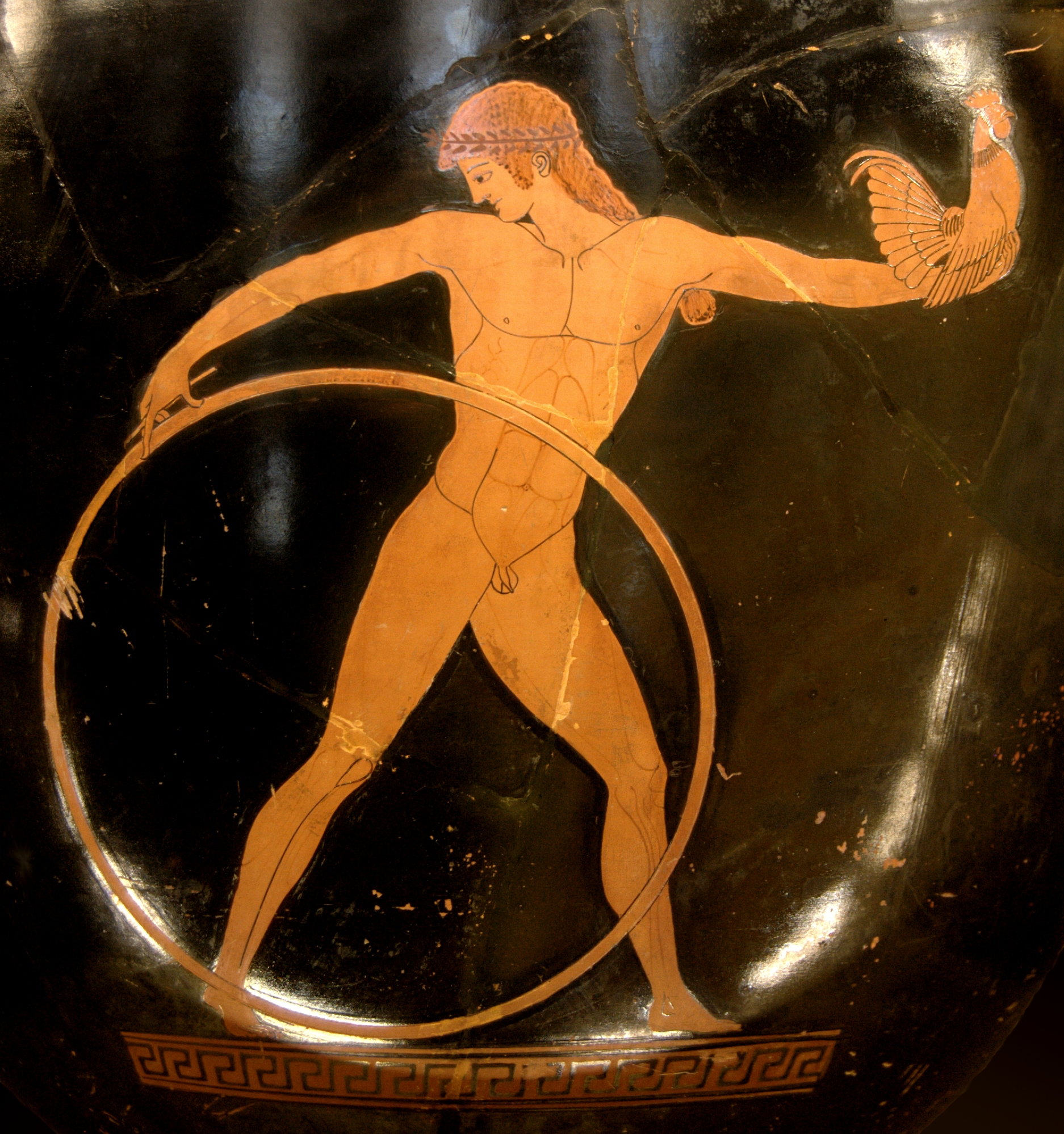
Malarz Berliński – fragment naczynia z Ganimedesem (ok. 500-490 p.n.e.

W szkole, tzw. grammatistes przez pierwsze 3 lata uczył alfabetu (najpierw uczył nazw liter, a potem pokazywał kształt). Nauczano również najprostszych działań rachunkowych, tabliczki mnożenia. W nauczaniu gramatysta trzymał się jedynie metody pamięciowej, bez zadawania sobie trudu rozwijania samodzielnego myślenia. Nie było prac domowych i wyznaczonych godzin szkolnych, uczeń przychodził i wychodził kiedy chciał, nauczanie odbywało się indywidualnie z każdym uczniem po kolei, nie było wakacji, kary cielesne były często stosowane, ale było to akceptowane przez wszystkich. Kiedy uczeń opanował umiejętność pisania i czytania (ok. 10. roku życia), przystępował do lektury autorów i tutaj główną i trwałą pozycją były eposy Homera oraz bajki Ezopa, w których była zawarta głęboka mądrość. W miarę wzbogacania się literatury, rozszerzał się program: czytano dzieła Hezjoda, z utworów Solona uczono się historii, geografii, zasad życia społecznego, polityki i etyki oraz mitologii, utwory Teognisa, uczono się hymnów ku czci bogów, które odśpiewywano z okazji uroczystości religijnych.
Ci, którzy czytali już poezję, zaczynali uczyć się muzyki u lutnisty. Tu uczyli się gry na lutni, śpiewu, deklamacji, wyrabiali poczucie rytmu i melodii.
Gdy chłopiec ukończył 12 lat zmieniał się kierunek jego wychowania. Przechodził pod "skrzydła" paidotribesa (nauczyciela wychowania fizycznego). Wykonywane pod jego kierunkiem ćwiczenia miały na celu przygotowanie młodego Ateńczyka do udziału w olimpiadzie oraz zapewnienie mu odpowiedniej sprawności fizycznej. Trenowano głównie dyscypliny olimpijskie takie jak: biegi, skoki, zapasy, rzut dyskiem oraz oszczepem. Zwycięzcy organizowanych co cztery lata igrzysk cieszyli się powszechnym szacunkiem, stawali się wręcz bohaterami. Wszystkie lekcje w jakich uczestniczyli chłopcy ateńscy odbywały się na tzw. palasterze, na świeżym powietrzu, w miejscach otoczonych kolumnadą. Ćwiczenia fizyczne odbywali chłopcy 15–16. letni pod okiem pedotryby w jego prywatnym zakładzie (palestrze). Kształcenie kontynuowali w gimnazjonach (gynaceum), które w epoce hellenistycznej były zasadniczym typem średnich szkół publicznych.
Chłopcy pomiędzy 18. a 20. rokiem życia (okres efebii) przystępowali do nauki przysposobienia wojskowego (wprowadzonych po 338 p.n.e.). Obowiązywał wszystkich obywateli ateńskich od 18. roku życia, trwał 4 lata. Kosmeta (urzędnik państwowy) nadzorował ćwiczenia efebów. Ćwiczenia te miały charakter wojskowy. Młodzieniec, rozpoczynający efebię, składał przy otrzymywaniu broni znamienną przysięgę w świątyni. Po niej efeb wchodził w życie publiczne i stawał się własnością państwa. Pierwszy rok to nauka posługiwania się bronią (łuk, dzida, dysk), odbywanie honorowych straży przy uroczystościach. Drugi rok to marsze, obozowanie w polu i strażowanie w twierdzach.
Przeszedłszy efebię, młody Ateńczyk zostawał obywatelem.

### Wychowanie dziewcząt
Dziewczęta ze wszystkich warstw społecznych otrzymywały wychowanie domowe. Dziewczęta ateńskie, w przeciwieństwie do chłopców nie uczęszczały do szkół (w Atenach nie było szkół dla dziewcząt). Pochodzące z bogatszych rodów mogły pobierać w domu, pod kierunkiem prywatnej nauczycielki lekcje pisania, czytania oraz gry na instrumentach, śpiewania i tańca (umiejętności te były potrzebne w związku z ich udziałem w uroczystościach religijnych). W domu, pod okiem matki uczyły się podstawowych czynności domowych (takich jak tkactwo, przędzenie), przygotowując się w ten sposób do roli żony i matki, którą zaczynały pełnić już w wieku 14-15 lat.

## Starożytne ideały wychowawcze

### Wychowanie fizyczne
Ciało było przedmiotem, na który szczególnie zwracano uwagę, najpierw na jego wzmocnienie i zahartowanie, potem wyćwiczenie w zwinności i gibkości. Opracowano tzw. pentathlon (pięciobój), do którego należało: skok w dal, bieg, rzut dyskiem, rzut oszczepem i zapasy. Z tego programu największy nacisk kładziono na szybkość w bieganiu. Rzucanie krążkiem metalowym wyrabiało muskuły ramion i bark, rzucanie dzidą (bez ostrza) do oznaczonego celu ćwiczyło ramię, a zwłaszcza oko, w ocenie odległości itp. Ćwiczenia pentatlonu zapoczątkowały organizowanie igrzysk narodowych. Początkowo wychowanie fizyczne wynikało z potrzeby wojennej, potem już nawet po odzyskaniu niepodległości ideał kultury ciała stał się tradycją.

### Wychowanie moralne
Kalokagahtia (piękno ze szlachetnością). Grecy zrozumieli, że wychowanie fizyczne, choć zapewnia rozwój duchowy, a zwłaszcza ukształtowanie charakteru, nie wystarczy dla doskonałości, jeśli w parze z nim nie idzie piękność moralna. Od wczesnego dzieciństwa usiłowali wpajać dziecku zdrowe zasady moralne, nauczali skromnego postępowania i pełnego umiarkowania. Nauczano również m.in. stania i siedzenia w przyzwoitej postawie, chodzenia w milczeniu, a przede wszystkim szacunku dla starszych (w tym również wobec nauczycieli).

### Wychowanie religijne
Grecy byli narodem religijnym. Dziecko z bóstwami narodowymi zapoznawały matka i niańka. Uczyło się uczestnicząc w obrządkach domowych, z poematów narodowych, z uczestnictwa w publicznych uroczystościach. Młodzieży nie udzielano nauki religii. Żaden moment publiczny i prywatny nie obchodził się bez czci bóstw.

### Wychowanie muzyczne
W Helladzie odgrywało główną rolę w kształceniu charakteru i umysłu. Nazwa wzięła się od Muz, jako opiekunek sztuk i nauk. Staranne i celowe wykształcenie w ścisłym znaczeniu muzyczne przygotowywało młodzież w zakresie rytmicznego tańca chóralnego, który odbywano przed ołtarzem bóstwa, wyuczała nabożnych hymnów do śpiewu przy uroczystościach i w procesjach. Śpiew, muzyka, poezja i taniec to części składniowe wykształcenia muzycznego. Muzyka w rozumieniu hellenistycznym obejmowała zarówno rytm i melodię jak i treść, to jest tekst tego co się mówi i śpiewa, śpiew do muzyki był nierozdzielny. Za instrument narodowy uchodziła lutnia, umiejętność uderzania w jej struny cechowała człowieka wykształconego.

### Wychowanie umysłowe
W hellenistycznym systemie brak było wykształcenia naukowego. Wynikało to z faktu, że starożytni Grecy swoje życie publiczne opierali na ustnym postępowaniu, przeważnie bez dokumentów i użycia pisma. Młodzież kształciła się poprzez przebywanie ze starszymi i bieglejszymi, rozmowy towarzyskie, konwersacje. W niektórych państwach wprowadzano młodzież na obrady i zgromadzenia. Istotna była również obecność w teatrze. W późniejszych epokach ojciec lub nauczyciel muzyki uczył czytania i pisania. Muzyka była ważnym elementem podtrzymywania kultury Greków antycznych. 

### Sokrates

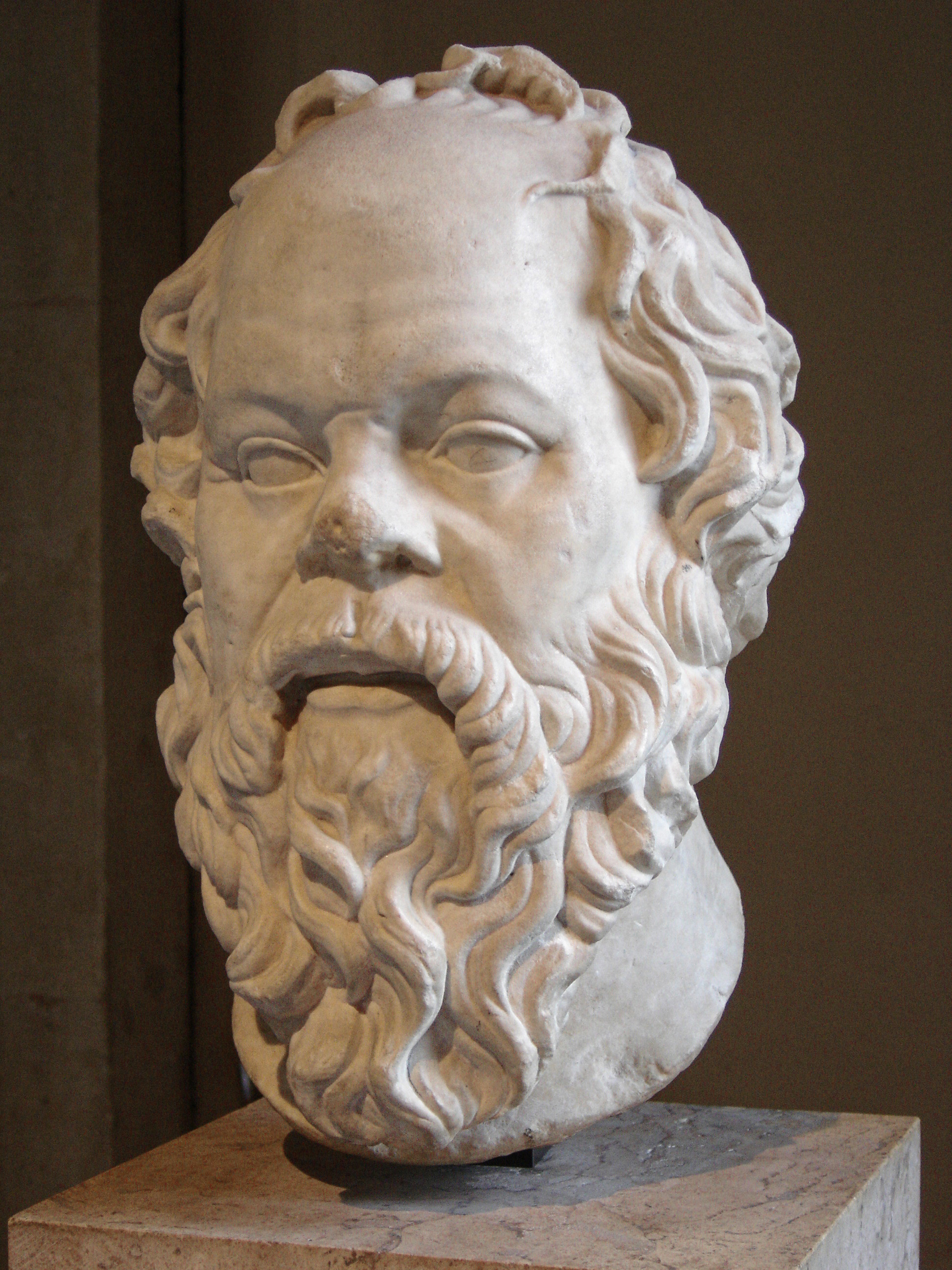
Sokrates

Podobnie jak Sofiści uznawał za niezbędne oświecać ludzi o istocie cnoty, budzić w nich wątpliwości czy ich zwyczajne mniemania o pewnych sprawach dobrych i pożytecznych są uzasadnione. Chciał od wątpienia doprowadzić do wiedzy. Sokrates uważał, że efekty wychowania zależą od metody, sposobu nauczania. 
3 formy:
1. Heurystyczna- Unikał On form dydaktycznych, nauczania bezpośredniego, nie wykładał, ale prowadził rozmowę (dialog), w której wciągał towarzysza do wymiany myśli, do wspólnego badania sprawy, przez zręczne przejścia kierując nim ku prawdzie, którą sam znał. Wierzył, że duch ludzki, odpowiednio prowadzony sam dojdzie do odkrycia prawd, drzemiących w głębi świadomości.
2. Ironia sokratyczna - Sokrates lubił udawać niewiedzącego, pragnącego się pouczyć. W ten sposób wydobywał od rozmówców przyznanie się do fałszywych poglądów. Wtedy dziwił się im, chwilami udawał, że je podziela, zadawał podchwytliwe pytania w celu zwątpienia rozmówcy w to co mówi i w co wierzy.
3. Indukcyjna- rozmowa prowadzona od ogółu do szczegółu.

Najważniejsze w metodzie Sokratesa jest zrozumienie, że udzielanie gotowej wiedzy uczniowi to dar, z którym nie będzie wiedział co ma zrobić. Tylko ta wiedza go wzbogaci, którą sobie wytworzy przez własną pracę myślową, a więc nie zasób wiedzy ale metoda jej poznania, nie posiadanie wiadomości ale ich zdobywanie decyduje przy kształceniu ludzkiego umysłu.

### Platon

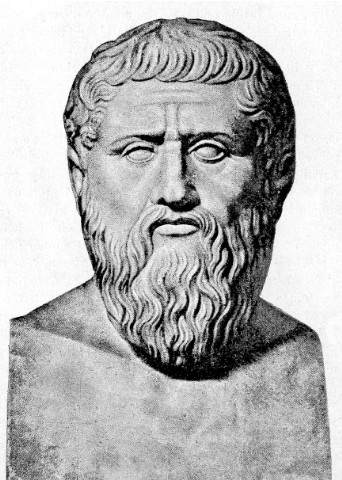
Platon

Był uczniem Sokratesa. Założył Akademię filozoficzną w Atenach. Sądził, że człowiek rodzi się z gotowym charakterem i skłonnościami, jednak to nie wystarczy, wychowanie może wady złagodzić lub zwiększyć, a zdolności rozwinąć lub zdusić. Platon rozwijał ideał wychowania państwowego. Zasady wychowania miał określać prawodawca, a nad ich wykonaniem miał czuwać rząd państwa. Uważał za idealne takie państwo, które jest jednolite. Ustrój społeczny dzielił na 3 stany: rządców, strażników i żywicieli (rolnicy, rzemieślnicy, kupcy – jego zdaniem nie potrzebowali specjalnego wychowania). Platona interesowały dwa wyższe stany, z których jeden bronił państwa orężem, a drugi przy pomocy rozumu i wiedzy kierował jego losami. Wychowanie przyszłych wojowników i rządców do 20. roku życia miało być jednakowe i wspólne (obejmowało niższy stopień wychowania). Po 20. roku mniej zdolni mieli iść do wojska, zdolniejsi przeznaczeni byli na rządców, wchodząc na wyższy stopień wykształcenia, który miał trwać jeszcze 15 lat. 
Platon przyznawał kobiecie te same uzdolnienia co mężczyznom. Według niego do 6. roku życia dzieci miały wychowywać się razem, potem osobno, do 10. roku życia dzieci mają się bawić, ćwiczyć ciało, nie uczyć. Dopiero 10 latkowie zaczynają się uczyć. Pierwsze 3 lata czytania i pisania, od 13. roku życia kształcenia literackiego. Od 18-20 efebia.
Według niego człowiek posiada 3 elementy swojej duszy:
1. Dusza rozumna, myśląca (wychowanie umysłowe).
2. Dusza pożądliwa (pożądanie, sen) wychowanie fizyczne.
3. Dusza uczuciowa – wychowanie moralne.

### Arystoteles

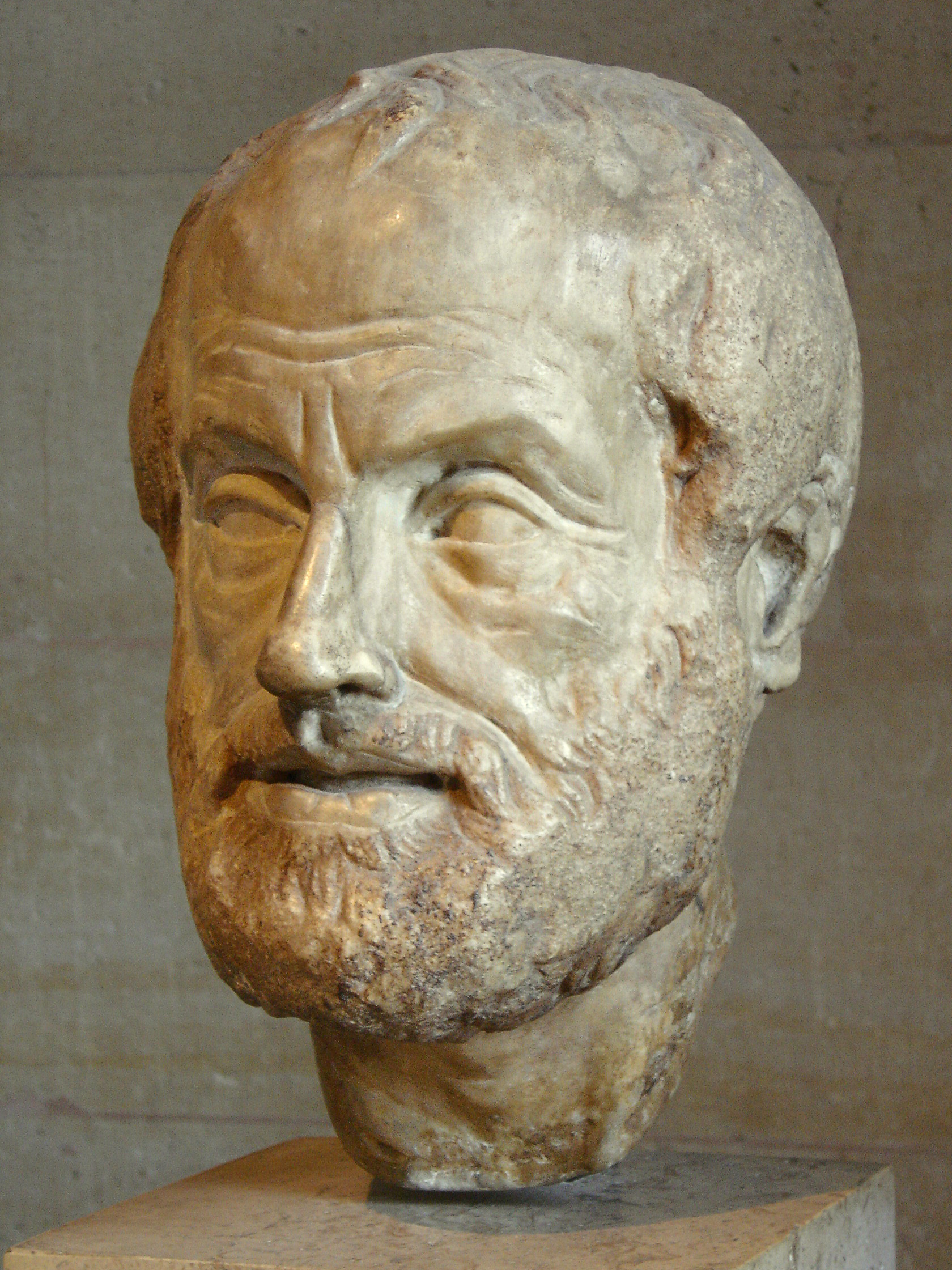
Arystoteles

Uczeń Platona, zdołał zachować niezależność własnej myśli, którą cechowała przede wszystkich niezwykła trzeźwość i praktyczność. Przez osiem lat był mentorem Aleksandra Wielkiego, później prowadził własną szkołę filozoficzną w ateńskim liceum tj. gimnazjum poświęconym Apollinowi. Interesowała go medycyna, był ciekawy jak funkcjonuje organizm. Według niego człowiek składa się z 3 elementów : dusza zwierzęca (wychowanie moralne), dusza roślinna (wychowanie zdrowotne) i dusza myśląca (wychowanie umysłowe).
Był uznawany za prekursora materialistycznej teorii poznania. Wyróżniał postrzeganie zmysłowe (trzeba najpierw zobaczyć, dotknąć, powąchać), zapamiętywanie i uogólnianie.

### Sofiści a wychowanie
Sofiści nie tworzyli szkół jako takich. Zdobywanie przez uczniów wiedzy sprowadzało się do wysłuchania wygłaszanego przez filozofa wykładu. Bardzo często miały miejsce spotkania, podczas których uczeni w zabawnej, żartobliwej, rozrywkowej wręcz formie, przekonywali zebranych do głoszonych przez siebie tez. Prowadzili też odpłatne kursy trwające od jednego do dwóch lat, choć czasem trwały trzy, cztery lata.
Nauczając sofiści wykorzystywali takie metody kształcenia jak dedukcja czy umiejętność logicznego myślenia. Wykłady oraz rozmowy z zebranymi słuchaczami szerzyły treści retoryczne, dialektyczne, polityczne czy prawne. Także filozoficzne, astronomiczne, matematyczne i przyrodnicze. Przekazywaną przez uczonych wiedzę, można podzielić na merytoryczną wzbogacającą intelektualnie oraz na formalną posiadającą zastosowanie praktyczne.
Sofiści byli oskarżani przez Ateńczyków o podkopywanie rodzimej tradycji, nastawanie na wiarę, szkodzenie państwu, musieli licznie emigrować z miasta. Niemniej jednak, działalność latami prowadzona przez nich w ateńskim polis, spowodowała istotne zmiany w spojrzeniu na kształcenie oraz wychowywanie młodzieży. Działalność sofistów przyczyniła się do podniesienia znaczenia edukacji umysłowej młodych ludzi. Wzrosła rola wykształcenia humanistycznego oraz łączenia wiedzy teoretycznej z przyszłą polityczną służbą na rzecz kraju.

## Literatura
Stanisław Kot: Historia wychowania. T. 1: Od starożytnej Grecji do połowy wieku XVIII. Żak, 1996, ISBN 83-901558-7-7